# NGC 2415
NGC 2415 ist eine Irreguläre Galaxie vom Hubble-Typ Im im Sternbild Zwillinge auf der Ekliptik. Sie ist rund 168 Millionen Lichtjahre von der Milchstraße entfernt und hat einen Durchmesser von etwa 45.000 Lichtjahren. 
Die Supernovae SN 1998Y (Typ II) und SN 2000C (Typ Ic) wurden hier beobachtet.
Das Objekt wurde  am 10. März 1790 von dem Astronomen William Herschel mit einem 48-cm-Teleskop entdeckt.

## NGC 2415-Gruppe (LGG 148)
| Galaxie   | Alternativname | Entfernung / Mio. Lj |
| --------- | -------------- | -------------------- |
| NGC 2444  | PGC 21774      | 181                  |
| NGC 2445  | PGC 21776      | 178                  |
| NGC 2476  | PGC 22260      | 166                  |
| NGC 2493  | PGC 22447      | 174                  |
| NGC 2524  | PGC 22838      | 177                  |
| NGC 2528  | PGC 22805      | 175                  |
| PGC 21425 | UGC 3937       | 178                  |
| PGC 21475 | UGC 3944       | 170                  |
| NGC 2415  | PGC 21399      | 168                  |